# Elev

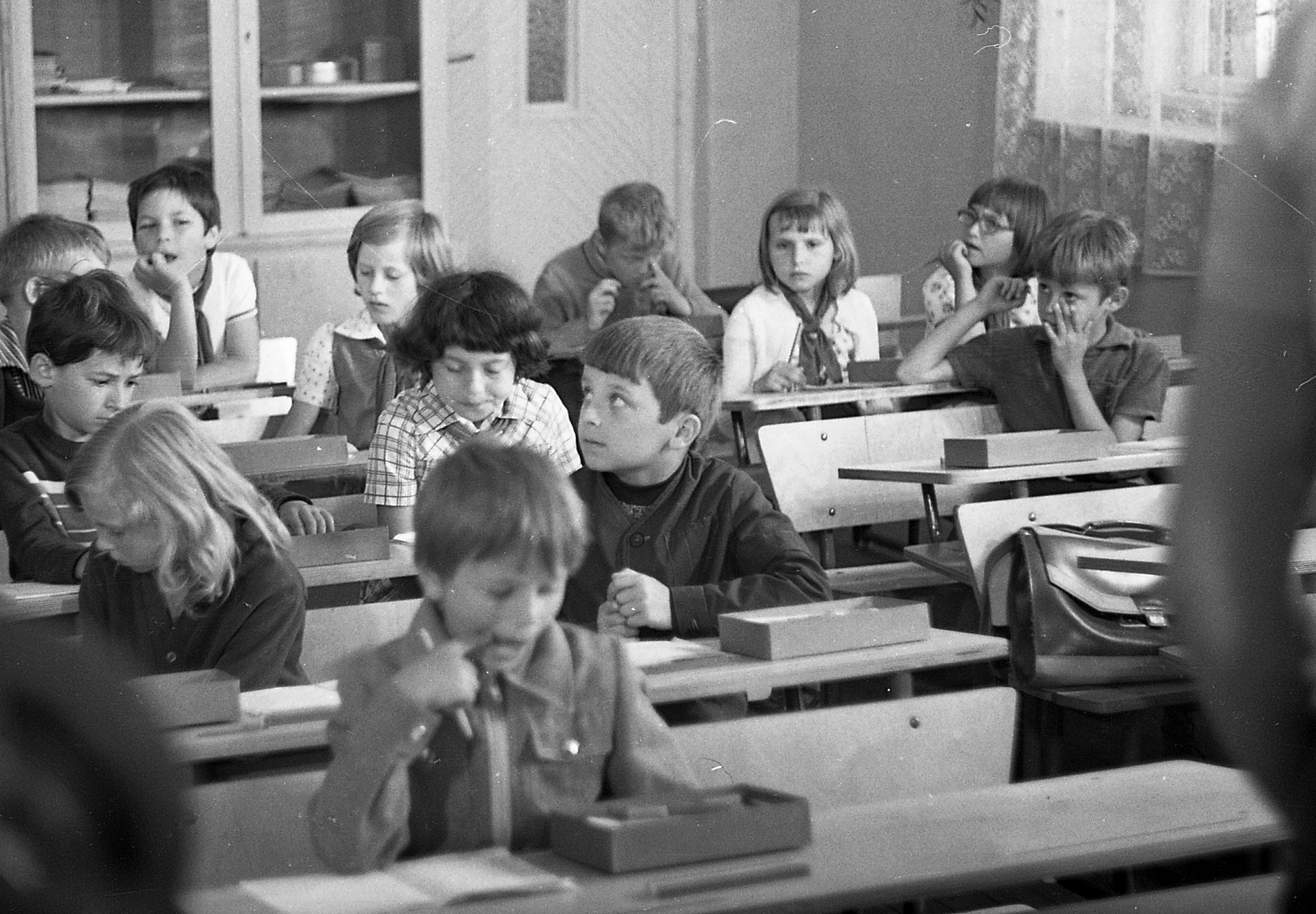
Elevi, 1970

Elev sau școlar este o persoană care învață într-o școală, care urmează o formă de învățământ mediu sau elementar, care este instruită, învățăcel al unui maestru, al unei școli literare, doctrine. De asemenea, poate fi un adept discipol și continuator al unei persoane într-un anumit domeniu de activitate.